# Tormod Haugen
Pour les articles homonymes, voir Haugen.
Tormod Haugen (12 mai 1945 - 18 octobre 2008) est un écrivain norvégien, auteur de littérature d'enfance et de jeunesse.

## Biographie
Tormod Haugen a grandi au village de Trysil. Après des études à l'université d'Oslo, il travaille au musée Edvard Munch. Il publie son premier roman pour la jeunesse en 1973.
Il a aussi traduit en norvégien des romans en anglais, notamment les livres de Narnia écrits par C. S. Lewis.
En 1984, il est le premier auteur de littérature de jeunesse nommé au grand prix de littérature du Conseil nordique, pour Dagen som forsvant.

## Œuvres
- Les oiseaux de nuit (Nattfuglene, 1975), Paris, Bordas Aux quatre coins du temps, 1985.
- Joakim (1979), Paris, Bordas, 1987.
- Grégoire et Gloria (et Édouard) (Georg og Gloria (og Edvard), 1996), Paris, l'École des loisirs, 2002.
- Cœur et douleur (et Taj Mahal) (Hjerte og smerte (og Taj Mahal), 1997), Paris, l'École des loisirs, 2003.
- Au revoir et bon vent (et la pluie d'automne) (Hellou og guddbai (og høstens regn), 1998), Paris, l'École des loisirs, 2003.
- Prinçusse Klura et le dragon (Prinsusse Klura og dragen, 2002), Paris, l'École des loisirs, 2006.
- Prinçusse Klura et Pellus, Paris, École des loisirs, 2007.
- Prinçusse Klura et la sorcière Salamandrine (Prinsusse Klura og heksa Salamandrine, 2005), Paris, l'École des loisirs, 2010.